# Politica della Finlandia
La politica della Finlandia è inquadrata in una struttura basata su una repubblica democratica di tipo semi-presidenziale, con un sistema multipartitico. Il potere esecutivo è principalmente affidato al governo, capeggiato dal ministro capo. Gli affari relativi alla sicurezza nazionale sono divisi tra il presidente e il ministro capo. Il governo condivide la responsabilità degli affari esteri con il presidente. Prima della revisione della Costituzione, completata nel 2000, il presidente deteneva un reale potere esecutivo e il paese era quindi caratterizzato da un sistema di governo semipresidenziale.
I cittadini finlandesi godono di libertà individuale e politica e il suffragio è universale per i cittadini con più di 18 anni. La popolazione della nazione è etnicamente omogenea, e l'immigrazione è a livelli bassi. Piccole tensioni sussistono tra la maggioranza di lingua finlandese e la minoranza di lingua svedese, sebbene queste si limitino a puri dibattiti politici e culturali.

## Costituzione
La costituzione è stata riscritta il 1º marzo 2000, dopo che la prima venne adottata il 17 luglio 1919. Il sistema legislativo civile è basato sulla legislatura svedese. La Corte suprema (Korkein oikeus in finlandese) può richiedere modifiche legislative. I giudici sono nominati dal presidente.

## Presidente
Eletto direttamente per un periodo di sei anni, il presidente:
- gestisce la politica estera della Finlandia in collaborazione con il governo, eccetto per alcuni accordi internazionali riguardanti decisioni di pace e guerra, i quali devono essere sottoposti ad approvazione parlamentare
- è il capo delle forze armate
- ha alcuni poteri di decreto e di nomina
- ha potere di veto sospensivo nell'approvazione delle leggi, e può convocare riunioni straordinarie del parlamento
- nomina il capo del governo e concede ufficialmente l'incarico ai ministri del governo

## Governo
Il governo (hallitus in finlandese) è composto dal ministro capo e dai ministri dei vari dipartimenti del governo centrale, ed inoltre comprende un membro d'ufficio, il Cancelliere della Giustizia. I ministri non hanno l'obbligo di essere membri del parlamento e non devono essere necessariamente inquadrati in un partito politico.
Il presidente, dopo essersi consultato col parlamento, nomina il candidato ministro capo soggetto a voto del parlamento. Il ministro capo sceglie gli altri componenti del governo, a cui è concesso formalmente l'incarico da parte del presidente.

## Parlamento
Costituzionalmente, il parlamento unicamerale finlandese (Eduskunta in finlandese, Riksdag in svedese), con i suoi 200 membri, è l'autorità suprema della Finlandia. Può modificare la costituzione, ordinare le dimissioni del governo e annullare i veti del Presidente della Repubblica; le sue azioni non sono soggette a revisione giudiziaria. La legislazione può essere promossa dal governo, o da uno dei membri del parlamento.
L'Eduskunta è eletta tramite sistema proporzionale. Tutti i cittadini finlandesi di almeno 18 anni di età, eccetto il personale militare in servizio attivo e alcuni ufficiali giudiziari, sono eleggibili. La durata in carica del parlamento è di quattro anni; in ogni caso il presidente può sciogliere l'Eduskunta e ordinare nuove elezioni su richiesta del capo del governo e dopo essersi consultato con il presidente del parlamento.

## Partiti politici ed elezioni
Il sistema proporzionale incoraggia la creazione di numerosi partiti politici e induce alla creazione di governi di coalizione.
La Finlandia elegge a livello nazionale un capo di Stato - il presidente - e il parlamento. Il presidente è in carica per un periodo di sei anni ed è eletto a suffragio universale. Il parlamento finlandese ha 200 membri eletti per un periodo di quattro anni. La Finlandia ha un sistema multipartitico con tre partiti principali, ma nessuno dei tre ha la possibilità di governare da solo.
In aggiunta alle elezioni presidenziali e parlamentari, la Finlandia organizza anche le elezioni dell'Unione Europea ogni cinque anni, e le elezioni comunali e regionali ogni quattro anni.
Le elezioni in Finlandia sono di quattro tipi: presidenziali, parlamentari, amministrative (comunali e regionali congiunte) ed europee. Dalla dichiarazione di indipendenza del 1917 e ancor prima dalle prime elezioni nel 1907 le elezioni non hanno subito interruzioni (ad esclusione del periodo bellico durante la seconda guerra mondiale), subendo solo variazioni delle scadenze elettorali. A parte si svolgono le elezioni regionali nelle Åland.
Naturalmente il suffragio è universale per tutti i cittadini che godono di diritti politici e abbiano compiuto il 18º anno di età.

### Distretti elettorali

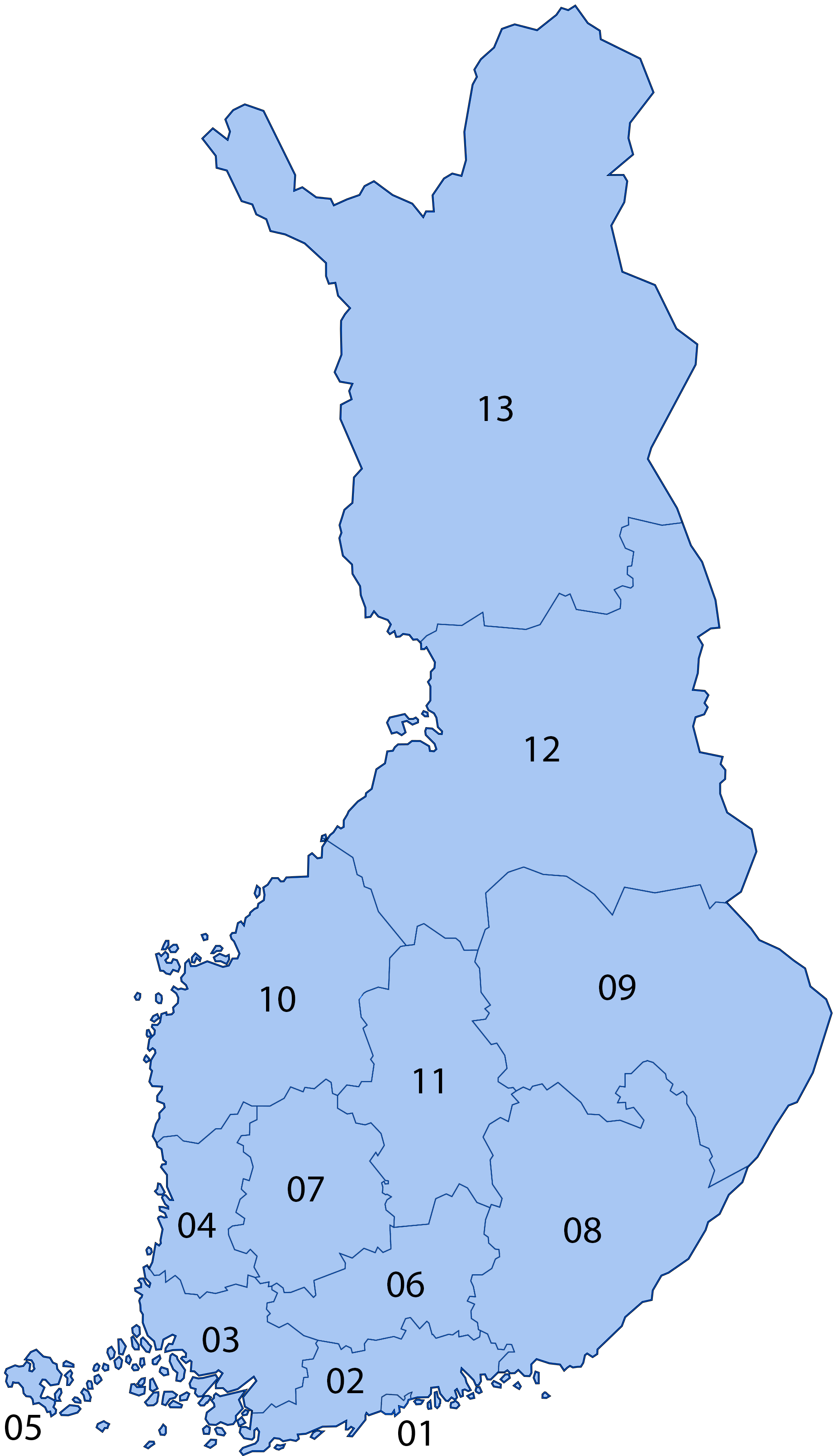
Distretti elettorali per le elezioni del 2015

Nel 2013 il parlamento ha deciso di unire alcuni distretti elettorali per renderli più ampi: il distretto del Savo settentrionale e della Carelia settentrionale sono stati uniti nel distretto Savo-Carelia, mentre quelli di Kymi e Savo meridionale sono stati uniti nel distretto Finlandia sud-orientale.
| Distretto elettorale         | Seggi | Diff. |
| ---------------------------- | ----- | ----- |
| 01 Helsinki                  | 22    | +1    |
| 02 Uusimaa                   | 35    | -     |
| 03 Finlandia sud-occidentale | 17    | -     |
| 04 Satakunta                 | 8     | -1    |
| 05 Åland                     | 1     | -     |
| 06 Tavastia                  | 14    | -     |
| 07 Pirkanmaa                 | 19    | +1    |
| 08 Finlandia sud-orientale   | 17    | -1    |
| 09 Savo-Carelia              | 16    | +1    |
| 10 Vaasa                     | 16    | -1    |
| 11 Finlandia centrale        | 10    | -     |
| 12 Oulu                      | 18    | -     |
| 13 Lapponia                  | 7     | -     |

## Elezioni presidenziali
La Finlandia è una repubblica parlamentare; nonostante ciò, il capo dello Stato viene eletto mediante elezioni che si svolgono ogni sei anni; il primo turno si svolge sempre la seconda domenica di gennaio.
Se un candidato raggiunge il 50% dei voti al primo turno diventa automaticamente presidente della repubblica, altrimenti si procede al ballottaggio tra i due candidati che hanno ricevuto più preferenze.
Il presidente della Repubblica, dopo le recenti modifiche costituzionali, non può essere rieletto per più di due mandati consecutivi.
Attualmente il presidente è il conservatore Alexander Stubb, eletto al secondo turno delle elezioni presidenziali del 2024, vincendo sul candidato verde Pekka Haavisto.

## Elezioni parlamentari
Il parlamento finlandese è composto da 200 deputati eletti su base proporzionale ogni 4 anni.
Al termine delle elezioni il presidente convoca i partiti che devono trovare l'accordo per formare una coalizione governativa.

## Elezioni europee
Le elezioni europee si tengono ogni cinque anni in tutti gli stati dell'Unione europea.
La Finlandia dispone di 14 deputati eletti su base proporzionale a livello nazionale.

## Elezioni amministrative
Le elezioni per le amministrazioni cittadine dei comuni e nelle aree di benessere delle province finlandesi si tengono lo stesso giorno in tutto il paese ogni 4 anni. Tra le elezioni locali vanno ricordate quelle per le municipalità della regione dell'Åland che gode di autonomie molto ampie grazie a un trattato internazionale del 1921.
Le elezioni per le 18 province a statuto ordinario del paese si svolgono contemporaneamente a quelle comunali a partire dal 2025. Il parlamento delle Åland è eletto a parte sempre ogni quadriennio.

## Sistema giudiziario
Il sistema giudiziario è composto dalla corte giudiziaria con poteri civili e penali, e una corte speciale con responsabilità relativa a conflitti tra gli organi pubblici e quelli amministrativi dello stato. La legislazione finlandese è scritta in un codice. Sebbene non vi siano procedure scritte a tutela della libertà personale contro la detenzione arbitraria o l'incarceramento su cauzione, il massimo periodo di detenzione preprocessuale è di quattro giorni. Il sistema giudiziario finlandese è composto da tribunali locali, corti di appello regionali, e una Corte Suprema.

## Divisioni amministrative
La Finlandia è divisa in sei grandi prefetture, cui si aggiungono le isole Åland che hanno uno statuto speciale. Le prefetture racchiudono un numero variabile di province della Finlandia (maakunnat), cui corrispondono i due massimi enti locali, le unioni comunali nominate dai municipi, e le aree di benessere sanitarie elette dai cittadini. In genere i due enti coincidono territorialmente, ma fanno eccezione l’Uusimaa che è suddivisa in varie aree di benessere, e le Åland dove il governo autonomo svolge tutte le funzioni. Al di sotto delle province esistono i comuni della Finlandia (kunnat), i cui consigli sono eletti con sistema proporzionale ogni quattro anni assieme alle elezioni provinciali. Le sei vecchie contee continentali sono amministrate da impiegati civici, presieduti da un direttore designato dal Presidente della Repubblica. I consigli provinciali sono responsabili verso il Ministero degli Interni e hanno un ruolo di supervisione e coordinazione tra i municipi.
La provincia insulare delle Isole Åland è locata vicino al sessantesimo parallelo tra la Svezia e la Finlandia. Gode di un regime di autonomia in virtù di una convenzione internazionale del 1921, e implementata più recentemente dalla legge di autonomia delle Åland del 1951. L'altra particolarità distintiva delle isole è il fatto che sono completamente di lingua svedese. Il governo regionale autonomo è investito dell'autorità dal consiglio provinciale che consiste di 30 delegati eletti direttamente dagli abitanti delle Åland.